# Michel Serraz
 (avril 2012).
Si vous disposez d'ouvrages ou d'articles de référence ou si vous connaissez des sites web de qualité traitant du thème abordé ici, merci de compléter l'article en donnant les références utiles à sa vérifiabilité et en les liant à la section « Notes et références ».
Michel Serraz, né le 2 août 1925 à Paris, est un sculpteur français, il est le fils de Georges Serraz.

## Biographie
Michel Serraz étudie à l'école des Beaux-Arts de Paris à l'atelier Marcel Gimond, qui sera son professeur. Il devient professeur à l’École Nationale Supérieure des Beaux-Arts de Paris entre 1969 et 1972.

## Récompenses
- Prix de sculpture de la Nationale des Beaux-Arts (1965)
- Prix Despiau-Wlérick (1975)
- Médaille d’Or et d’Argent au Salon des Artistes Français (1978-79)
- Grand Prix de Sculpture des Yvelines à l’Orangerie de Versailles (1980)

## Œuvres
- Monument aux morts pour un maquisard, Bourgogne, 1948.
- Vierge à l'Enfant, Casablanca 1954.
- Statue de Notre-Dame du Rosaire, inaugurée en 1958, à l’extérieur de l'église Notre-Dame-du-Rosaire (Paris XIVe).
- Deux reliefs, rue Dombasle, 1960.
- Tête monumentale, parc Frédéric-Pic, Vanves 1971.
- Médaille « Maurice Béjart », Monnaie de Paris 1975
- La Main créatrice, église Notre-Dame-du-Travail, Paris 1989

## Expositions
- Serraz (sculpture) et Jutand (peinture), Galerie d'art Pascal Frémont, Le Havre, mai-juin 20993.